# Блиндаж в Ваганово
Блиндаж, где в 1941—1944 гг. находился узел связи «Тройка-1», обеспечивавший связь блокадного Ленинграда с Москвой и частями Ленинградского фронта — мемориальное сооружение в деревне Ваганово Всеволожского района Ленинградской области, восстановленный блиндаж. Входит в мемориальные комплексы «Дорога жизни» (38-й километр) и «Зелёный пояс Славы». Объект культурного наследия регионального значения.

## Памятная доска
Над входом в мемориал установлена памятная доска с текстом: «Здесь в 1941—1944 г.г. размещался узел связи Ленинградского фронта „Тройка — I“, с которого по морскому кабелю ТЗК — 7×4×1, проложенному через Ладожское озеро, связисты обеспечили многоканальную устойчивую связь блокированного Ленинграда с „Большой землей“. Узел связи обслуживался личным составом 26-го отдельного полка связи 376-го отдельного батальона связи».

## Функции
В ходе блокады блиндаж служил узлом связи с позывным «Тройка-1», где коммутировались многоканальные телефонные соединения из осаждённого Ленинграда с остальной страной, в том числе с командованием в Москве. От блиндажа тянулся телефонный подводный кабель по дну близлежащего Ладожского озера в сторону деревни Кобона на противоположном берегу, где кабель соединялся с телефонными сетями СССР. Кроме телефонного кабеля, по дну озера были проложены электрический «Кабель жизни» и топливный трубопровод. Со стороны суши к блиндажу шли кабели до Ленинграда и других участков фронта.
Маркировка «морского» подводного кабеля ТЗК-7×4×1 по ГОСТ означает «телефонный кабель со звёздной скруткой», 7 групп по четыре жилы (общим числом 28) с сечением жилы 1 миллиметр «в свинцовой оболочке, бронированный круглыми стальными оцинкованными проволоками, с защитным наружным покровом из джута, предназначен для прокладки через водные преграды».

## Восстановление и современность
Объект восстановлен и преобразован в мемориал в 1975 году по инициативе Совета ветеранов войск связи Ленинградского фронта. Описывается как «сложенное из обтёсанных камней на растворе массивное прямоугольное сооружение с пристроенным бетонным тамбуром». В 1988 году решением Исполкома Ленинградского областного совета народных депутатов (№ 189 от 16.05.1988) причислен к объектам культурного наследия России в качестве памятника истории регионального значения.
Объект находится по ходу мемориального маршрута «Дорога жизни» на 38-м километре от Санкт-Петербурга вблизи ладожского побережья и конечной точки сухопутного участка «Дороги жизни», отмеченной мемориалом «Разорванное кольцо», находящимся в 1,7 км на восток от блиндажа.

## Фото

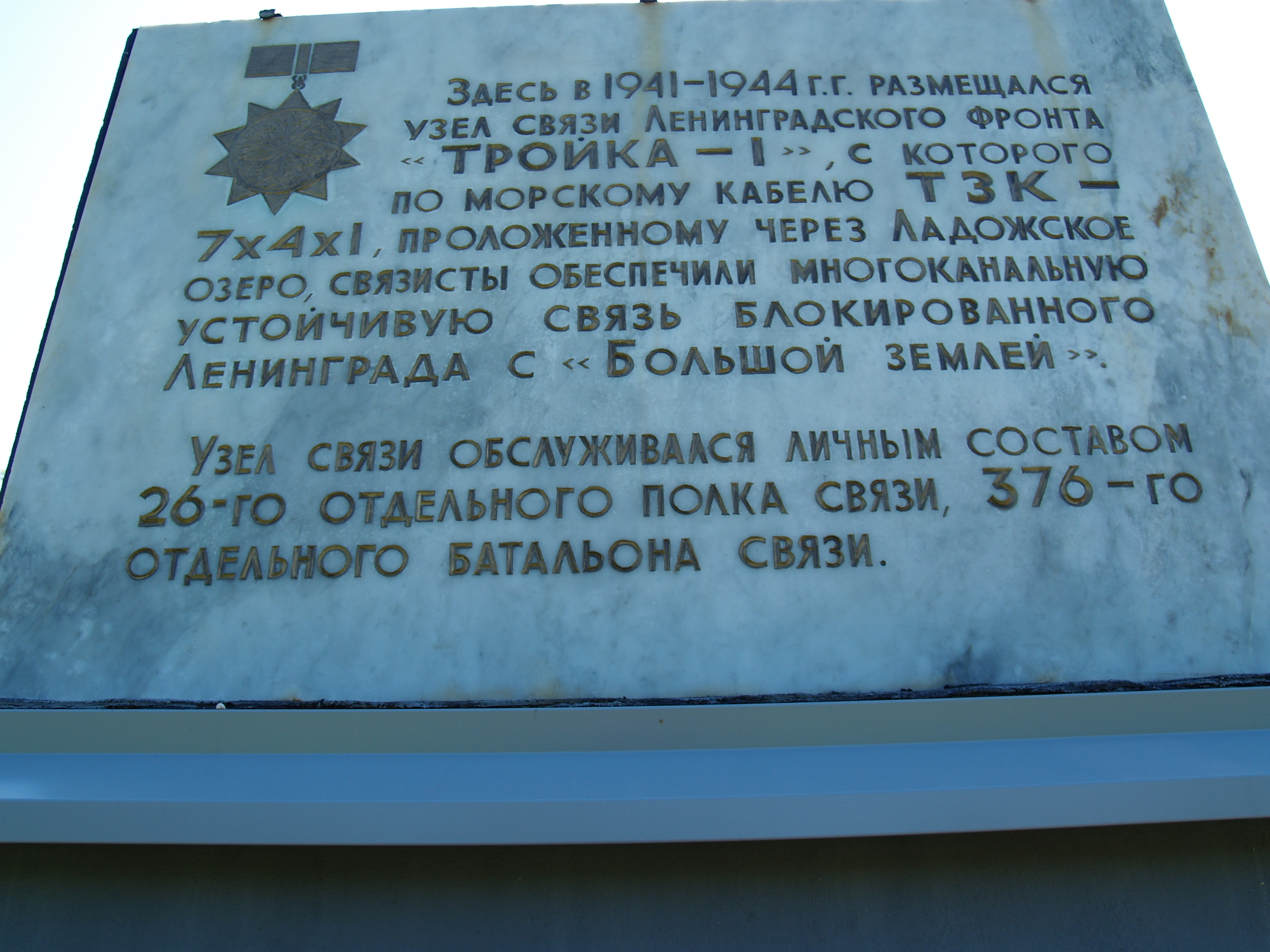
Памятная доска над входом в блиндаж